# Typografi
Typografi er et kunsthåndværk og et speciale inden for design, hvis formål er at behandle tekst ud fra æstetiske og funktionelle overvejelser. Typografi har bl.a. at gøre med tekstens position og anvendelse af spalter og margener. Typografi udføres blandt andet af typografer, art directors og grafiske designere.

## Typografiske virkemidler
Typografiske virkemidler er blandt andet:
- Skrifttype
- Skriftstørrelse (punktstørrelse)
- Linjelængde

I avistypografi bruges ofte "blokombrydning" for at præsentere forskellige historier på samme papirflade. Anvendelse af spalteskrift og typografisk layout gør det muligt i en vis udstrækning at "styre" læserens øje.

### Afstande
Der findes flere forskellige udtryk for ændring af afstande inden for typografi:
- skydning (eng. leading) er en forøgelse af linjeafstanden.

- udligning dækker samlet over de to følgende udtryk:

- spærring er en øgning af afstanden mellem to bogstaver.

- knibning (eng. kerning) er en mindskning af afstanden mellem to bogstaver.

- spatiering (eng. spacing) er en generel forøgelse af afstanden mellem bogstaverne i et ord eller en hel linje. Man kan kalde spatiering en generel spærring. På engelsk dækker udtrykket tracking både det at mindske og at øge afstanden generelt mellem bogstaverne.

## Typografi i Danmark
Danske typografer brugte i forrige århundrede Emil Selmars typografiske håndbog Selmars Typografi som autoritet, når de diskuterede håndværkets detaljer. Førsteudgaven af denne typografiske lærebog, med titlen "Vejledning i praktisk Typograﬁ for unge Sættere", blev udgivet i 1891. Lærebogen blev udgivet under hans døbenavn, Emil Sørensen på Ny Typografisk Forenings Forlag og trykt hos Fr.G Knutzons Bogtrykkeri. Den næste udgave udkom i 1913 under titlen "Typografi for sættere, korrektører, forfattere og forlæggere" udgivet på Gydendalske Boghandel, Nordisk Forlag og trykt hos Langkjærs Bogtrykkeri. Da Emil Selmar døde som 80-årig i 1934, var han i fuld gang med arbejdet på tredje udgave af bogen. Han fik kun redigeret ca. en trediedel af bogen før sin død. Bogen blev senere færdiggjort og udgivet på Fagskolen for Boghåndværk i 1938. Ifølge bogens forord var en række af fagets dygtigste folk involveret i arbejdet. Denne udgave blev anvendt som lærebog indtil 1958, da den blev afløst af "Lærebog i Typografi" af Charles Moegreen, udarbejdet til brug ved lærlingeundervisningen i bogtrykfaget.[kilde mangler]